# Soortnaam
Een soortnaam is een substantief. In de regel worden soortnamen in het Nederlands met een kleine letter geschreven, in tegenstelling tot eigennamen. Een bijzondere vorm van de soortnaam is het eponiem.
Soms beginnen woorden als merknaam en verworden ze tot soortnaam; dat proces wordt wel merkverwatering of genericide (letterlijk 'soortmoord') genoemd. Voorbeelden zijn: aspirine, chocomel, linoleum, luxaflex, walkman, waxine. Meer voorbeelden staan in de lijst van merknamen die als soortnaam worden gebruikt.